# دین بو لین
دین بو لین (۹۲۴–۹۷۹; حکومت ۹۶۸–۹۷۹)، که نام واقعی او احتمالاً دین هوان (丁環) بود بنیان‌گذار دودمان کوتاه‌مدت دین در ویتنام بود که پس از اعلام استقلال از دودمان چینی هان جنوبی شکل گرفت. او یکی از چهره‌های مهم در برپایی استقلال و وحدت سیاسی ویتنام در سدهٔ دهم میلادی به‌شمار می‌آید. دین بو لین با شکست دادن جنگ‌سالاران شورشی، کشور را متحد کرد و به مقام امپراتوری رسید. پس از جلوس، نام کشور را به دای کو ویت تغییر داد. او همچنین با لقب دین تین هوانگ (丁先皇؛ به معنای امپراتور پیشین سلسله دین) شناخته می‌شد.

## زندگی‌نامه
دین بو لین در سال ۹۲۴ در منطقه هوا لو (جنوب دلتای رود سرخ، استان نین بین امروزی) متولد شد. او در یک روستای محلی و در دوران فروپاشی سلسله چینی تانگ – که قرن‌ها بر ویتنام تسلط داشت – بزرگ شد و در سنین بسیار کم به یک رهبر نظامی محلی تبدیل شد. در این دوران پرتلاطم، نخستین دولت مستقل ویتنامی زمانی شکل گرفت که نگو کوین در سال ۹۳۸ میلادی نیروهای هان جنوبی را در نبرد نخست رود باک دانگ شکست داد. با این حال، دودمان نگو ضعیف بود و نتوانست کشور را به‌طور مؤثر متحد کند. رقابت دوازده جنگ‌سالار فئودال برای تصاحب قدرت، موجب هرج‌ومرج داخلی شد. از سوی دیگر، هان جنوبی که خود را وارث پادشاهی باستانی نانیو می‌دانست – پادشاهی‌ای که شامل جنوب چین و منطقه باک بو ویتنام می‌شد – خطری خارجی محسوب می‌شد. دین بو لین برای ایجاد وحدت سیاسی، به دنبال راهبردی کارآمد بود. در سال ۹۶۵، پس از مرگ آخرین پادشاه دودمان نگو، زمام امور را در دست گرفت و پایتخت را در زادگاه خود، هوا لو، بنا نهاد. برای تثبیت مشروعیت خویش نسبت به دودمان پیشین، با زنی از خاندان نگو ازدواج کرد.

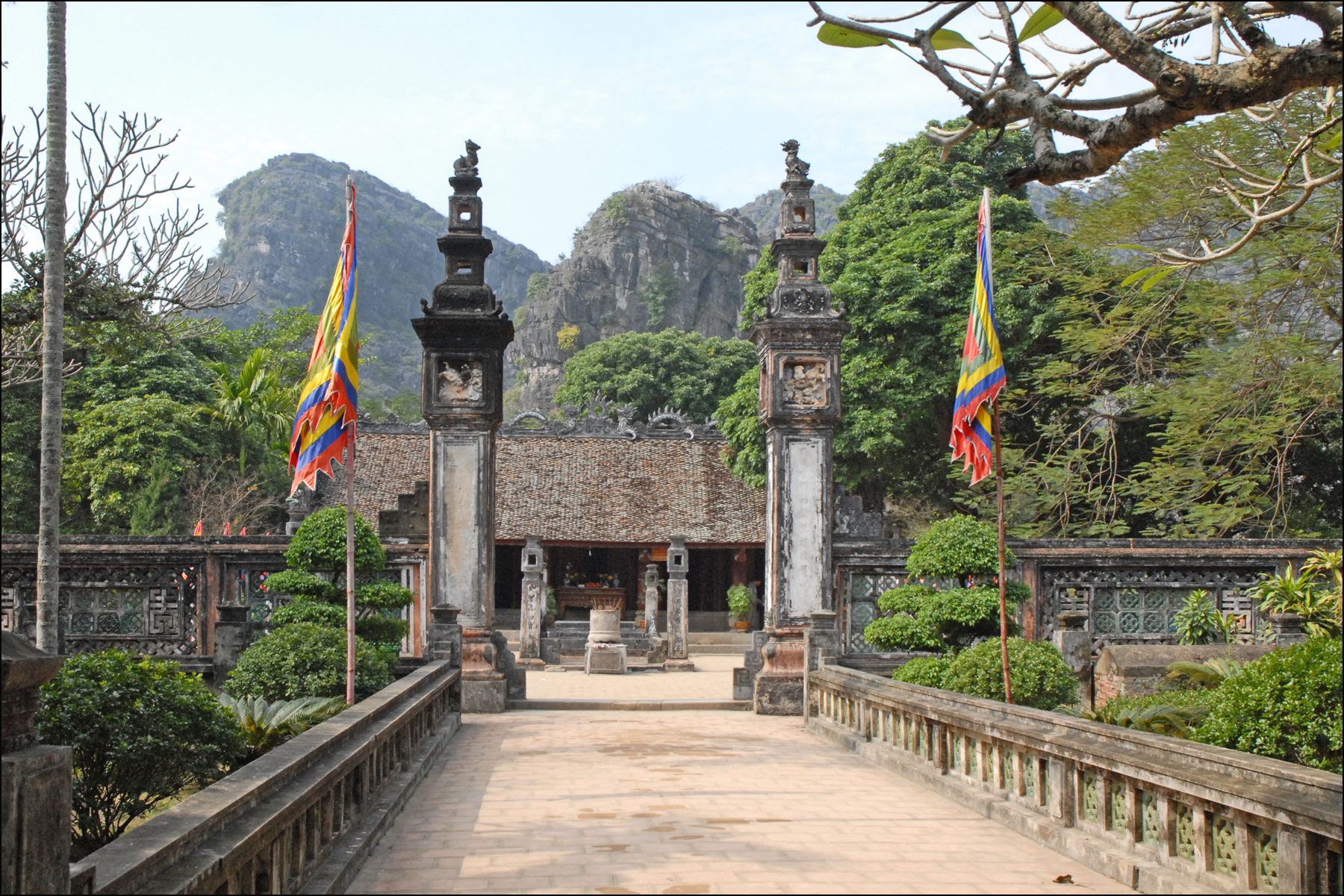
معبد اختصاص داده شده به امپراتور دین تین هوانگ در پایتخت باستانی هوا لو - نین بین

## روابط خارجی
در نخستین سال‌های سلطنت، دین بو لین از دشمنی با هان جنوبی خودداری کرد. با این حال، در سال ۹۶۸ با اتخاذ عنوان امپراتور (هوآنگ دِه)، رسماً استقلال خود را از سلطهٔ چین اعلام کرد و دودمان دین را بنیان نهاد. او کشور را دای کو ویت نامید. موضع او زمانی تغییر کرد که سلسلهٔ قدرتمند سونگ در سال ۹۷۱ هان جنوبی را به قلمرو خود ضمیمه کرد. در سال ۹۷۲، دین بو لین با اعزام یک هیئت خراج‌گذار به دربار چین، برای نشان دادن وفاداری خود به امپراتور چین، توانست اعتماد و توجه سلسله سونگ را به خود جلب کند. امپراتور تای‌زو از دودمان سونگ، عنوان پادشاه استان جیاوزی (Giao Chỉ quận vương) را به او اعطا کرد و حکومتش را به رسمیت شناخت. این عنوان، بیانگر نوعی رابطهٔ خراج‌گذارانهٔ با امپراتوری چین بود. دین بو لین که از قدرت نظامی سونگ آگاه بود و در پی حفظ استقلال کشورش بود، در ازای خراجی که هر سه سال یکبار به دربار چین پرداخت می‌شد، توافق عدم تجاوز را به دست آورد.

## اصلاحات داخلی
دین بو لین علاوه بر مدیریت روابط با چین، با جدیت به اصلاح ساختار دولت و نیروی نظامی پرداخت تا پایه‌های کشور تازه‌استقلال یافته را تقویت کند. او دربار سلطنتی و سلسله‌مراتب مشخصی از مقامات کشوری و لشکری ایجاد کرد. همچنین نظام قضایی سخت‌گیرانه‌ای برقرار ساخت که بر اساس آن، مجرمان – به‌ویژه در جرایمی مانند خیانت – با مجازات‌هایی سنگین همچون انداخته شدن در دیگ روغن جوشان یا خوراندن به ببر درنده روبه‌رو می‌شدند. این سختگیری‌ها برای بازدارندگی و حفظ نظم نوپای پادشاهی انجام می‌گرفت.

## مرگ

### ترور دین بو لین
در سال ۹۷۹، یکی از درباریان که با الهام از خوابی که دیده بود، دین بو لین و پسر ارشدش، دین لین، را هنگام خواب در حیاط کاخ به قتل رساند. قاتل به سرعت به دست ژنرال نگوین باک دستگیر و اعدام شد. پس از او، پسر شش‌ساله‌اش، دین فه دِ، بر تخت نشست.
پس از قتل دین بو لین، سلسله سونگ کوشید از آشفتگی داخلی ایجاد شده بهره ببرد و بار دیگر سلطه چین را بر دای کو ویت را برقرار کند. آنان ارتشی برای حمله به ویتنام اعزام کردند. در این زمان، فرماندهٔ کل ارتش، لِه هوآن، از خلأ قدرت استفاده کرد، امپراتور خردسال را برکنار نمود، مخالفان خود را از دربار حذف کرد و با امپراتریس بیوه زوونگ وِن نگا رابطهٔ نامشروع برقرار ساخت. لِه هوآن با موفقیت حمله سونگ را دفع کرد، خود را امپراتور خواند و دودمان لِه نخستین را بنیان نهاد. او همچنان نام کشور را دای کو ویت حفظ کرد.